# لوران کویوروکس
لوران کویوروکس (انگلیسی: Laurent Quievreux؛ زادهٔ ۱۰ مارس ۱۹۷۹) بازیکن فوتبال اهل فرانسه است.
از باشگاه‌هایی که در آن بازی کرده‌است می‌توان به باشگاه فوتبال پاری سن ژرمن، باشگاه فوتبال لیریا، باشگاه فوتبال کلرمون فوت، و باشگاه فوتبال آژاکسیو اشاره کرد.